# カルバミン酸
カルバミン酸（カルバミンさん、carbamic acid）は、有機化合物である。カルバミン酸自体は通常の状況下では不安定であり、アンモニアと二酸化炭素に分解してしまう。一方、この化合物のエステルには安定な化合物が存在し（カルバメート類、慣用名 ウレタン）、そのためカルバミン酸はこれらの化合物の命名の際、母体化合物として重要である。
カルバミン酸から OH が遊離した1価の置換基は カルバモイル基 (carbamoyl group、-CONH2) と呼ばれる。
カルバモイルトランスフェラーゼ（トランスカルバミラーゼ）はEC番号2.1.3に分類される転移酵素で、主にカルバモイルリン酸を介したカルバモイル基の転移反応をつかさどる。
カルバミン酸のエステル（カルバメート）で最も簡単なエステルはカルバミン酸メチルである。カルバミン酸エステルにはカルバミン酸クロルフェネシンなど、筋弛緩薬として使用されるものがある。また多数のカルバメート結合によって連結した高分子はポリウレタンと呼ばれ、緩衝材などとして重要である。「ウレタン」はエチルエステルの慣用名であり、またエステル一般の慣用名、ポリウレタンの呼称としても用いられる。